# 白扭法螺
白扭法螺（学名：Distorsio perdistorta）是一種中等大小的海螺，屬於扭法螺科扭法螺属的一個海洋腹足纲软体动物物種。

## 分佈及棲息地
本物種的分佈範圍很廣闊：除見於印度洋-西太平洋海域，包括台灣及日本；也見於大西洋及加勒比海。模式產地位於日本南部紀伊半島外海。棲息於深海，最淺也不超過72米（236英尺）；已知最深處達 282米（925英尺）。

## 型態描述
本物種的螺殼最長可達82 mm。

## 外部連結
- 維基物種上的相關：白扭法螺
- Hardy, Eddie. . Hardy's Internet Guide to Marine Gastropods. （原始内容存档于2020-06-28） （英语）.